# Mordellistena morula
Mordellistena morula är en skalbaggsart som beskrevs av Leconte 1862. Mordellistena morula ingår i släktet Mordellistena och familjen tornbaggar. Inga underarter finns listade i Catalogue of Life.